# Claudius Regaud
Claudius Regaud (Lione, 30 gennaio 1870 – Couzon-au-Mont-d'Or, 29 dicembre 1940) è stato un medico e biologo francese, uno dei pionieri della radioterapia presso l'Istituto Curie francese.

## Lavoro scientifico
Nel 1906, Regaud scoprì che uno degli effetti del trattamento a raggi X è la sterilità. Dedusse che i raggi X potevano essere utilizzati anche contro le cellule in rapida crescita oltre ai gameti e, quindi, contro i tumori cancerosi. Egli continuò a condurre i primi esperimenti in questo campo.

Nel 1912, dall'Istituto del Radium, gli fu conferita la responsabilità del laboratorio Pasteur, con la missione di studiare gli effetti biologici e medici della radioattività, nello stesso periodo in cui a Marie Curie venne conferita la responsabilità dell'attuale laboratorio Curie, per la ricerca nel campo della fisica e della chimica.
Inoltre, avviò un programma per la lotta contro il cancro e condusse ricerche per determinare la durata e il dosaggio ottimale della radioterapia.
Fu anche un pioniere del principio di frazionamento della dose in radioterapia.

## Intitolazione di strade, piazze e palazzi
Il centro regionale di lotta contro il cancro di Tolosa porta il suo nome.

## Decorazioni
- Legion d'Onore: cavaliere il 17 febbraio 1915, ufficiale militare il 19 febbraio 1921, comandante il 27 luglio 1930
- Croce di guerra 1914-1918
- Officier de l'Instruction Publique